# シルバーシャーク
シルバーシャーク （学名：Balantiocheilos melanopterus）はコイ亜科に分類される熱帯魚。Balantiocheilos 属を構成する2種の内の1種である。魚雷のような体型と大きな鰭を持ち、サメを連想させることからこの名がある。直近10年で個体数は50%以上減少しており、絶滅危惧種とされている。

## 分布
マレー半島・スマトラ島・ボルネオ島に分布する。メコン川・チャオプラヤ川からの報告もあるが、これは疑わしい。2007年に記載された同属の Balantiocheilos ambusticauda（おそらくすでに絶滅）だった可能性もある。

## 形態
体は銀色で、背鰭・尾鰭・臀鰭・腹鰭は黒く縁取られる。眼は大きい。最大で35cmに達する。

## 生態
大きめの川・湖の中層で見られる。植物プランクトンも食べるが、主な餌は小型甲殻類・ワムシ・昆虫とその幼虫である。

## 飼育

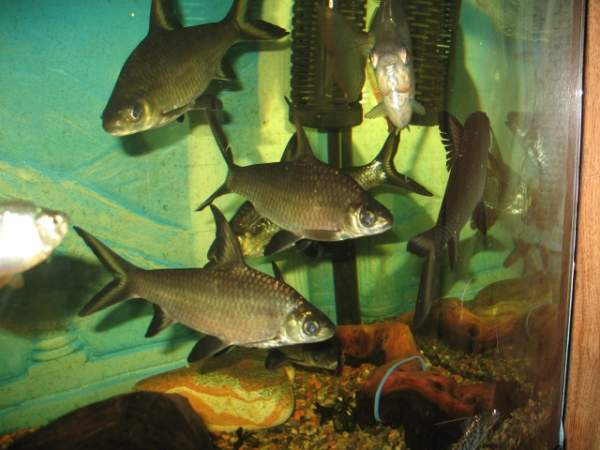

多くの観賞魚店において入手することができる。温和であり、他魚との混泳も問題ない。丈夫な魚で、水温・pHなどの変化にはよく耐える。pHは6.0–8.0、水は軟水から中程度の硬水（5.0–12.0 dGH）、水温は22–28℃。2匹以上で群れを作ることを好む。ジャンプ力が強く、蓋が必要である。水槽の縁に衝突して傷つくこともある。
若い個体は小さな水槽でも飼育できるが、成長が速く大型になり、成体は群れを作り高速で泳ぐため、大きな水槽が必要となる。FishBaseは最低でも150cmの水槽が必要としている。

## 保護
IUCNは保全状況を絶滅危惧としており、自然分布域の大部分で減少、絶滅しつつある。ボルネオ島のダナウ・センタルン国立公園の漁業者は、明確な理由なく1975年から急激な減少が始まっていたと語っている。また、観賞魚としての乱獲、1975年の山火事、水質汚染を減少要因の候補として挙げている。スマトラ島のハリ川流域では絶滅しており、インドネシアとタイから輸出される本種個体は全て飼育下繁殖されたもののようである。